# メルヴィン・パーヴィス
メルヴィン・パーヴィス、メルヴィン・ホレス・パーヴィス2世（英：Melvin Horace Purvis Ⅱ 1903年10月24日 - 1960年2月29日）は、FBI（連邦捜査局）の特別捜査官、法律家。ジョン・デリンジャーをはじめとする多くの凶悪犯を逮捕した功績と、その反面犯人に対して拷問を行っていたとされるスキャンダルの両面で知られる。

## 生い立ち

### 若い頃
サウスカロライナ州ティモンズヴィルの煙草農場を営む実業家の家で、8人兄弟の5番目に生まれた。
子供の頃から学問、運動ともに優秀で高校生の頃は乗馬と射撃を特技とした。シタデル士官学校を経てサウスカロライナ大学法学部を卒業し、地元の大物弁護士フィリップ・ウィルコックスの事務所に勤めたが、1年半ほど経った頃、想いを寄せていた女性が結婚したのをきっかけに故郷を離れ外交官になろうと考えた。

### 連邦捜査局へ
しかし外交官の募集がなく、父親の友人の紹介で捜査局（後のFBI)の試験を受け1927年に採用が決まった。
J・エドガー・フーヴァー長官はこの弁護士事務所出身の若者を歓迎し、身長163センチの彼を「リトルメル」と呼んだ。彼の最初の成果はテキサス州ダラスで起きた自動車窃盗犯の逮捕だった。3年後には27歳の若さで最年少の特別捜査官に任命され、30歳になる直前にシカゴ支局長に昇進した。

## シカゴ支局時代

### デリンジャーギャングとの対峙
1930年代、世界恐慌の真っ只中のシカゴはアメリカ有数の犯罪都市であった。中でも世間を騒がせている連続銀行強盗犯ジョン・デリンジャーを逮捕すべく、フーヴァー長官はシカゴ支局にデリンジャー特捜班を設けた。
1934年4月、パーヴィス率いる捜査局はデリンジャー一味が潜伏するリトル・ボヘミア・ロッジを包囲した。激しい銃撃戦となったあげく、捜査局は全員を取り逃がしたうえ、捜査官1名と民間人1名が犠牲になるという大失態を演じてしまい捜査局には非難の声が集まった。一時酒浸りとなったパーヴィスは辞任を申し出たがフーヴァーは受け入れなかった。
1934年7月、捜査局はシカゴのバイオグラフシアターでデリンジャーを射殺した。続けて10月にプリティボーイ・フロイド、その翌月ベビーフェイス・ネルソンを射殺した。
いずれもパーヴィスが仕留めたわけではないが、マスコミは現場を指揮した彼を英雄と称えた。記者会見では「フーヴァー長官の指導力とチームワークのおかげだ」と控え目な態度だったが、その紳士的で自信溢れる話しっぷりは彼の人気にますます拍車をかけた。全国からファンレターが届き、少年向けコミックの主人公にもなった彼はもはやポップカルチャーのヒーローでもあった。
しかしパーヴィスには、口を割らない反抗的な犯罪者を部下に拷問させるという知られざる一面もあった。身代金目的の誘拐で逮捕されたギャングのロジャー・トゥヒー(Roger Touhy)は、数週間もの尋問を受け、体重は11キロも減少し眠るたびに殴られたために歯を数本と脊椎骨を折られたと証言した。

## 捜査局辞任後

### 辞任
一連の事件でパーヴィスばかり注目されることにフーヴァー長官は憤慨し、表向きは友好的なふりをしながら彼をデリンジャー事件の担当から外し、軽犯罪や現場検証などの地味な仕事を押し付け始めた。『捜査局は皆の協力から成り立つもので個人が賞賛されるべきではない』というフーヴァーの発言は真意だったのかもしれないが、パーヴィスの息子アルストンは「フーヴァーは父の人気に嫉妬していたのだ」と著書"The Vendetta"に記している。
翌年の1935年、『アメリカで最も有名な10人』にフランクリン・ルーズベルト、ヒトラー、ムッソリーニなどと共に選ばれたのだがフーヴァーはこれを妨害しようとした。
すっかり失望したパーヴィスは捜査局本部に電報で辞意を伝えた。この電報を見た郵政省からすぐに誘いの声がかかったが、またもやフーヴァーの圧力で断念させられた。
退職してサンフランシスコに移り住んだ彼は弁護士をする傍ら、屈辱的ではあったが生活費を補うため、名声を利用してジレットやダッジのCMに出演した。ゼネラルフーヅは彼を朝食シリアルの広告塔に起用し、『ジュニアGメン』のメンバーになれるバッジのおまけを付けるなどしてヒット商品となった。ゼネラルフーヅ提供のラジオ番組『ジュニアGメン』では司会も務めた。
ハリウッドからも声がかかり数本の映画で技術顧問を務め、短期間だがジーン・ハーロウと交際がありクラーク・ゲーブルとも顔見知りになった。その後モデルのジャニス・ジャラットと婚約したが、式の3日前になって取り止めになった。
1937～1938年に数ヶ月間のヨーロッパ旅行をしているが、このとき後にナチス党の指導者となるヘルマン・ゲーリングと交流があった。ゲーリングはアメリカのギャング事件に強い関心があり、パーヴィスがベルリンにも来ると聞いて宿泊するホテルを探し出した。別荘のカリンハルに招待しイノシシ狩りなどを楽しんだ。
旅行を終えサウスカロライナ州フローレンスに戻ると弁護士事務所を開業。幼馴染のマリー・ロザンヌ・ウィルコックス(卒業後に勤めた弁護士事務所の娘である）と結婚して屋敷を構え、メルビン三世、アルストン、クリストファーの3人の息子を授かった。

### 陸軍情報部
第二次世界大戦中の1942年、アメリカ軍の誘いで陸軍情報部に入りアドルフ・ヒトラーの側近であるマルティン・ボルマンの監視を指揮し、大佐まで昇級した。戦争が終わると戦争犯罪局の副局長に任命され、自殺したヒトラーの調査のためドイツに派遣された。
1946年、ニュルンベルク裁判の尋問に立ち会った際に戦犯刑務所でゲーリングと再会する。独房にいたゲーリングはパーヴィスに気が付き声を掛け、絞首刑から逃れる方法はないか尋ねた。パーヴィスは「ノー」と答えた。処刑予定日の前夜ゲーリングはシアン化物のカプセルを飲み自殺した。

## 死亡
1960年2月29日、自宅の2階の寝室で頭を撃ち死亡した。56歳だった。
当時、妻のロザンヌはキッチンで銃声を聞いた。コルト.45の弾丸は顎の下から頭頂に抜け、漆喰の天井で跳ね返って壁を貫通して隣の寝室に転がっていた。この銃は捜査局のシカゴ支局時代にギャングのガス・ウィンクラーから押収したもので、退職するとき記念品として受け取ったコレクションの1丁であった。
現場検証の結果、早い段階で自殺と報じられた。健康状態はおもわしくなく、またフーバーの執拗な攻撃により精神的に参っていたのも事実であり、彼の担当医も数週間前から仕事への虚しさを訴えていたと話している。しかし家族は自殺するような兆候はなかったといい、遺書も見つかっていない。検死報告にも「自殺」の文言は書かれなかった。別の所見では銃身に詰まった弾丸を抜き取ろうとして誤射したのではないかという事故説もある。
現在フローレンスのマウントホープ墓地に埋葬されている。

## フーヴァー長官との確執
フーヴァー長官はパーヴィスと友好的なふりをしつつ、裏では可能な限りパーヴィスの出世を妨害した。FBIを引退した1935年から1960年までの25年間、新聞や雑誌や広告など彼に関する情報を収集し続け、特に彼の信用をなくすような内容であればフーヴァーに逐一報告していたことが明らかになった。
1940年にサウスカロライナ州下院議員から連邦判事にならないかとオファーがあったのを阻止した。第二次大戦中にアメリカ軍情報部に任命されたとき、また1950年代に上院司法委員会の特別評議員に指名されたときも圧力をかけるが失敗に終わった。
パーヴィスを商品のイメージキャラクターに使っていたゼネラルフーヅは、商品からFBIに関する記述を削除させると共に、商品名も『ジュニアGメン』から『Law and Order Patrol』(法と秩序のパトロール)に替えさせられた。
1959年にパーヴィスの親友が自殺したときのことを、当時9歳だった息子のアルストンは覚えていた。弁護士だったその親友は、FBIが起訴した議員を弁護したせいでFBIの執拗な嫌がらせを受け鬱病になった。それまでフーヴァーの悪口を口にしたことがない父親がこのときだけは激しく罵ったという。
1960年に亡くなったときは全米で大きく報道された。FBIワシントン支局には元同僚やファンから花束や電報の送り先の問い合わせが多数あったが、FBIはパーヴィスの正確な住所を知っていながら「フローレンス辺りだと思う」としか答えなかった。葬儀の日にはフーヴァーおよびFBIからは花も弔電も届いていない。
葬儀のあと、妻はフーヴァー長官に皮肉を込めた電報を送った。『メルビンの死を無視してくれたことを光栄に思います。あなたの嫉妬は彼を非常に傷つけましたが、最後まであなたを愛していたと思います』

## 登場する作品
- 「デリンジャー」 ”Dillinger”　演- ベン・ジョンソン(1973年 映画）

- 「機関銃ケリー」 ”Mervin Purvis: G-Man”　演- デイル・ロバートソン（1974年 テレビ映画）

- ”Story of Pretty Boy Floyd”　演- ジェフリー・ビニー（1974年 テレビ映画）

- 「FBI対ギャング・カンザスシチーの大虐殺」 ”The Kansascity Massacre”　演- デイル・ロバートソン（1975年 テレビ映画、マシンガン・ケリーの続編）

- ”The Private Files of J. Edgar Hoover”　演- マイケル・サックス（1974年 ドキュメンタリー）
- 「赤いドレスの女」 ”The Lady In Red” 演 - アラン・ヴィント（1979年　映画）

- 「デリンジャー」 ”Dillinger” 　演- ウィル・パットン（1991年 テレビ映画）

- 「パブリック・エネミーズ」 ”Public Enemies”　演- クリスチャン・ベール（2009年 映画）
- ”Good side of a Bad man“  演- トーマス・ジェーン